# Carlo Cadorna
Carlo Cadorna, född 8 december 1809 i Pallanza, död 2 december 1891 i Rom, var en italiensk greve och statsman. Han var bror till Raffaele Cadorna den äldre.
Cadorna var ursprungligen advokat och liberal tidningsredaktör och tillhörde Vincenzo Giobertis närmaste umgängeskrets. Han blev senare en av Camillo di Cavours främsta medhjälpare. Han blev medlem av deputeradekammaren 1848 och var en tid dess president. År 1858 blev Cadorna senator och var 1848–1849 samt januari–juli 1859 undervisningsminister, och 1864–1868 prefekt i Turin, samt januari–september 1868 inrikesminister. Åren 1869–1875 var Cadorna italienskt sändebud i London. Han utgav flera historiskt-politiska skrifter, bland annat om Cavours kyrkopolitik.